# Список компонентов Windows
Здесь представлен список компонентов операционной системы Windows.

## Конфигурация и обслуживание
Панель управления
- Панель управления — позволяет пользователю просматривать основные настройки системы. Например, установка оборудования, установка и удаление программ, контроль над пользователями, изменение доступности параметров и так далее.
- Диспетчер устройств — позволяет пользователю просматривать и управлять оборудованием, подключенным к компьютеру и смотреть, какие драйвера устройств установлены.
- Центр мобильности Windows — централизует наиболее важную информацию о ноутбуке.
- Центр обеспечения безопасности Windows — централизует и оповещает об обновлении антивируса, системы, брандмауэра и других программ, касающихся безопасности системы.

Администрирование
- Консоль управления Microsoft — обеспечивает настройку и контроль над системой системным администраторам и пользователям через гибкий и понятный интерфейс.
- Средство оценки производительности Windows — это встроенный бенчмарк, который анализирует все подсистемы компьютера и использует эти результаты для оптимизации программ под этот компьютер. А Индекс Производительности Windows (WEI) показывает скорость компьютера от 1.0 до 7.9 (Windows 7)
- Восстановление системы — позволяет откатить систему до последней рабочей конфигурации.
- Средство восстановления системы — позволяет диагностировать и восстановить систему после серьезных ошибок, которые могут не позволить Windows загрузиться. Также восстанавливает систему из образа восстановления.
- Дефрагментация диска — перемещает файлы на жестком диске в пустые места для ускорения доступа к ним.
- Просмотрщик журналов — позволяет администраторам и пользователям просматривать журналы событий на локальном или удаленном компьютере.
- Монитор ресурсов — позволяет администраторам просматривать текущую производительность и надежность системы в реальном времени.
- Редактор реестра — позволяет редактировать реестр системы.
- Планировщик задач — позволяет автоматически исполнять различные действия после срабатывания одного или нескольких триггеров.

Установка и распространение программ
- Windows Update
- Установщик Windows
- ClickOnce

## Пользовательский интерфейс
| Компоненты         | Описание | Появился в                                     |
| ------------------ | --- | ---------------------------------------------- |
| Action Center      | Просмотр уведомлений, отправленных из приложений, и изменение общих настроек. | Windows 10 Version 1507                        |
| Command Prompt     | Text-based shell (command line interpreter) that provides a command line interface to the operating system | Windows NT 3.1                                 |
| Windows PowerShell | Оболочка командной строки и среда сценариев. | Windows XP                                     |
| Windows Shell      | Самый заметный и узнаваемый компонент Microsoft Windows. Оболочка представляет собой контейнер, внутри которого находится весь graphical user interface включая панель задач, desktop, Windows Explorer, а так же другие dialog boxes и управление интерфейсом. В Windows Vista появился новый композитный пользовательский интерфейс под названием Windows Aero. | Windows 95                                     |
| Проводник Windows  | Предоставляет интерфейс для доступа к file systems, запуск приложений и выполнение общих задач, таких как просмотр и печать изображений | Windows 95                                     |
| Windows Search     | Начиная с Windows Vista, поиск является тесно интегрированным компонентом Windows. Загружаемое программное обеспечение Windows Desktop Search доступно для Windows XP и более ранних версий. | Windows Vista, downloadable for older versions |
| Search Folders     | Виртуальные папки, извлекающие элементы на основе запросов, а не иерархических деревьев папок на диске. | Windows Vista                                  |
| Special Folders    | Folders which are presented to the user through an interface as an abstract concept, instead of an absolute path. This makes it possible for an application to locate where certain kinds of files can be found, regardless of what version or language of operating system is being used. See also Windows Shell namespace.                                      | Windows 95                                     |
| Start menu         | Служит центральной точкой запуска приложений. Он предоставляет настраиваемый вложенный список приложений для запуска пользователем, а также список последних открытых документов, способ поиска файлов и получения справки, а также доступ к системным настройкам. По умолчанию кнопка «Пуск» всегда видна в левом нижнем углу экрана.                            | Windows 95                                     |
| Taskbar            | Панель рабочего стола приложения, которая используется для запуска и мониторинга приложений. | Windows 95                                     |
| Task View          | Быстро отображает все открытые окна и действия (через временную шкалу) и переключается между виртуальными рабочими столами, начиная с версии 2004, пользователи теперь могут переименовывать рабочие столы. | Windows 10 Version 1507                        |
| File associations  | Используется для открытия файла в соответствующем приложении. Пользователи могут назначать ассоциации файлов уникальным образом для определенных действий, известных как глаголы. | Windows 1.0                                    |

## Приложения и утилиты
- Калькулятор
- Таблица символов
- Paint
- Блокнот
- Командная строка
- WordPad
- Remote Desktop Connection
- Windows Remote Assistance
- Internet Explorer
- Windows Fax and Scan
- Проигрыватель Windows Media
- Средство просмотра фотографий Windows
- DVD-студия
- Windows Media Center
- Диспетчер задач Windows
- Очистка диска
- Теневая копия
- Ножницы
- Microsoft Edge (Встроен только в Windows 10 и Windows 11)

## Серверные компоненты
- Windows Server domain
- Active Directory (AD)
- Контроллер домена
- Групповая политика (Group Policy)
- Internet Information Services (IIS) — веб-сервер.
- Hyper-V — виртуальные машины.
- Служба обновления Windows Server (Windows Server Update Services, WSUS)

## Файловые системы
- FAT (FAT, FAT12, FAT16) — файловая система MS-DOS, стандартная файловая система для Windows 1.0 и вплоть до Windows 95.
- FAT32 — расширение FAT для поддержки больших дисков. Стандартная файловая система для Windows 98 и ME.
- exFAT — расширенная файловая система FAT.
- NTFS — стандартная файловая система для Windows NT.
- ISO 9660 (CDFS) — основная файловая система для CD и DVD дисков с данными.
- Универсальный дисковый формат (Universal Disk Format, UDF)
- HPFS
- ReFS (Resilient File System)

## Компоненты ядра
Ядро Windows (Windows NT)
- Ntoskrnl.exe
- Слой аппаратных абстракций (hal.dll)
- kernel32.dll

Процессы ядра (Windows NT)
- Бездействие системы (System idle process, SIP)
- Session Manager Subsystem (SMSS)
- Client/Server Runtime Subsystem (CSRSS)
- Local Security Authority Subsystem Service (LSASS)
- Программа входа в систему (Winlogon)
- Svchost.exe — общее имя процесса для сервисов, запущенных из динамически подгружаемых библиотек (DLL).
- Windows on Windows (WoW) и WOW64 — слой абстракции, позволяющий запускать приложения, использующие программный интерфейс Win16 (приложения для Windows 3.x) на 32-разрядных версиях Windows (WoW), а также запускать 32-разрядные приложения под 64-разрядными версиями Windows (WOW64).
- Virtual DOS machine (NTVDM) — позволяет программам, написанным для MS-DOS, запускаться на машинах, где операционная система уже контролирует аппаратные ресурсы.

Запуск системы (Windows NT)
- NTLDR, IA64ldr, Winload
- Консоль восстановления (Recovery Console)
- ntdetect.com
- Windows Boot Manager

Графическая подсистема
- Диспетчер окон рабочего стола
- Graphics Device Interface (GDI, GDI+)
- Windows USER

## Сервисы Windows
Это неполный список сервисов Windows:
| Имя сервиса в списке                               | Ключевое имя         | Описание | Появился в                         |
| -------------------------------------------------- | -------------------- | --- | ---------------------------------- |
| Active Directory Service                           | NTDS                 | Управление сетевой аунтефикацей | Windows 2000 Server                |
| Alerter service                                    | Alerter              | Отправляет административные предупреждения по сети на клиентские компьютеры, администраторам и пользователям. | Windows NT                         |
| Application Layer Gateway service                  | ALG                  | Обеспечивает поддержку подключаемых модулей, которые позволяют сетевым протоколам проходить через брандмауэр Windows и работать за общим доступом к Интернету. | Windows 2000                       |
| Application Experience service                     |                      | Обрабатывает запросы кэша совместимости приложений для приложений по мере их запуска. |                                    |
| Application Management                             | AppMgmt              | Обрабатывает запросы на перечисление, установку и удаление приложений, установленных на компьютере или развернутых в сети организации. | Windows 2000                       |
| Background Intelligent Transfer Service            | BITS                 | Передает файлы между машинами, используя свободную полосу пропускания сети. Используется Центром обновления Windows, Службами обновления Windows Server и Сервером управления системами для доставки обновлений программного обеспечения клиентам, а также Windows Messenger.      | Windows XP                         |
| Computer Browser                                   | Browser              | Обходит соседние компьютеры в сети и находит общие ресурсы. Один из компьютеров действует как главный браузер и предоставляет эту информацию другим компьютерам, назначенным браузерами.                                                                                           | Windows for Workgroups             |
| Distributed Link Tracking                          | TrkWks, TrkSrv       | Используется для отслеживания ссылок на файлы на томах NTFS. Windows использует эти службы для поиска связанных файлов, если они переименованы или перемещены (локально или на другой компьютер)..                                                                                 | Windows 2000                       |
| Distributed Transaction Coordinator                | MSDTC                | Позволяет настраивать транзакционные компоненты через COM+ путем координации транзакций, распределенных между несколькими компьютерами и/или диспетчерами ресурсов, такими как базы данных, очереди сообщений, файловые системы и другие диспетчеры ресурсов на основе транзакций. | Windows 2000 and later NT-based    |
| DNS Client                                         | DNSCache             | Разрешает и кэширует доменные имена (например, «en.wikipedia.org») в IP-адреса. | Windows 2000                       |
| Event Log                                          | EventLog             | Сохраняет и извлекает события, которые можно просмотреть в средстве просмотра событий. Часть services.exe. | Windows NT                         |
| Extensible Authentication Protocol                 | EAPHost              | Обеспечивает аутентификацию EAP для подключающихся клиентов | Windows 2000                       |
| Indexing Service                                   | CISVC                | Индексирует содержимое и свойства файлов на локальных и удаленных компьютерах; обеспечивает быстрый доступ к файлам с помощью гибкого языка запросов. | Windows 2000 and later NT-based    |
| Interactive Services Detection                     | UI0Detect            | Для совместимости; когда обнаруживается пользовательский интерфейс, отображаемый службой, он дает пользователю возможность переключиться на Session0, чтобы увидеть его. | Windows Vista                      |
| Internet Connection Sharing (ICS)                  | SharedAccess         | Когда он включен, он позволяет другим компьютерам в локальной сети получать доступ к интернет-соединению, доступному для главного компьютера. | Windows 2000; Windows Vista onward |
| Network Location Awareness                         | NLA                  | Управляет сетевыми конфигурациями и информацией и уведомляет приложения об изменениях. | Windows XP                         |
| Network Store Interface Service                    | NSIS                 | Собирает информацию о маршрутизации активных сетевых интерфейсов, делится ею с другими службами и уведомляет приложения об изменениях. | Windows XP                         |
| NTLM Security Support Provider                     | NTLMSSP              | Использует NTLM MS-CHAP протокол для инкапсуляции и согласования параметров для обеспечения подписанной и запечатанной связи. Устарело в пользу проверки подлинности Kerberos. | Windows NT                         |
| Peer Name Resolution Protocol                      | PNRPSvc              | Разрешает доменные имена с использованием протокола разрешения одноранговых имен. | Windows XP                         |
| Plug and Play                                      | PlugPlay             | Включает автоматическое определение и настройку оборудования. | Windows 2000                       |
| Print Spooler                                      | Spooler              | Управляет принтерами и перемещает файлы в память для печати. | Windows 95, Windows NT             |
| Remote Procedure Call (RPC)                        | RpcSs                | Обеспечивает Remote Procedure Call функции через удаленный доступ Named Pipes | Windows NT family                  |
| Routing and Remote Access Service                  | RRAS                 | API и серверное программное обеспечение, которое позволяет приложениям управлять возможностями маршрутизации и службы удаленного доступа операционной системы для работы в качестве сетевого маршрутизатора.                                                                       | Windows 2000                       |
| Secondary Logon                                    | SecLogon             | Позволяет пользователям запускать программы с другой учетной записью, отличной от той, с которой они вошли в систему. Позволяет неадминистративным учетным записям выполнять административные задачи.                                                                              |                                    |
| Security Accounts Manager                          | SamSs                | Управляет информацией о безопасности учетной записи пользователя | Windows NT family                  |
| System Event Notification Service                  | SENS                 | Отслеживает системные события, такие как сеть, питание, вход в систему, выход из системы, подключение и отключение сеанса служб терминалов, и передает их приложениям и другим системным компонентам.                                                                              | Windows 2000                       |
| Superfetch                                         | SysMain              | Отслеживает шаблоны использования файлов и повышает скорость работы системы за счет кэширования часто используемых файлов в ОЗУ. | Windows Vista                      |
| Task Scheduler                                     | Schedule             | Позволяет пользователям настраивать и планировать автоматизированные задачи | Microsoft Plus! for Windows 95     |
| TCP/IP NetBIOS Helper                              | LmHosts              | Включает поддержку NetBIOS over TCP/IP (NetBT) обслуживание и NetBIOS разрешение имени | Windows NT family                  |
| Volume Shadow Copy                                 | VSS                  | Создавайте несколько версий файлов, которые изменяются. Получена возможность хранить постоянные снимки в Windows Server 2003. | Windows XP                         |
| Windows Audio                                      | AudioSrv             | Управляет аудиоустройствами для программ на базе Windows. Управляет всеми аудио функциями. | Windows XP                         |
| Windows Error Reporting                            | WERSvc               | Создает журналы ошибок и сообщает об ошибках. В Windows Vista и более поздних версиях он уведомляет о решениях. | Windows XP                         |
| Windows Firewall                                   | MpsSvc               | Блокирует несанкционированные сетевые подключения к компьютеру и от него | Windows Vista                      |
| Windows Firewall/Internet Connection Sharing (ICS) | SharedAccess         | Предоставляет простую функцию брандмауэра, представленную в Windows XP. Он также предоставляет общий доступ к Интернету в локальной сети, если включена функция общего доступа к Интернет-соединению.                                                                              | Windows XP only                    |
| Windows Image Acquisition (WIA)                    | STISvc               | Обрабатывает входы сканера и камеры | Windows ME                         |
| Windows Time                                       | W32Time              | Синхронизирует системное время с внешними серверами времени. Начиная с Windows Server 2003 предоставляется полная и соответствующая требованиям поддержка NTP. | Windows 2000                       |
| Windows Update                                     | WUAUServ             | Предоставляет обновления для операционной системы и ее установленных компонентов. | Windows XP                         |
| Wireless Zero Configuration                        | WZCSvc (XP), WLANSvc | Настраивает и управляет беспроводными адаптерами 802.11. | Windows XP, Server 2003 only       |
| Windows Messenger service                          | Messenger            | Позволяет пользователям отправлять всплывающие сообщения на другие компьютеры по сети. | Windows NT family                  |
| WebClient                                          |                      | Позволяет программам на базе Windows создавать файлы в Интернете и взаимодействовать с ними. | Windows XP                         |